# تریپل اچ (گروه موسیقی)
تریپل اچ (انگلیسی: Triple H؛ کره‌ای: 트리플 H) یک گروه موسیقی کره جنوبی، تشکیل شده توسط کیوب انترتینمنت است. این گروه متشکل از هیونا و اعضای گروه پسرانهٔ پنتاگون، هوی و دان است. این گروه دو آلبوم چندآهنگه به نام‌های ۱۹۹X (۲۰۱۷) و رترو فوتوریسم (۲۰۱۸) منتشر کردند. کیوب تأیید کرد که هیونا و دان بعد از اعلام بیانیهٔ قرار گذاشتن آن‌ها، دیگر بخشی از این شرکت نیستند.

## یادداشت
1. ↑  Indefinite hiatus